# Schuurmansiella
Schuurmansiella là một chi thực vật có hoa trong họ Ochnaceae.

## Loài
Chi Schuurmansiella gồm các loài: